# 斎藤伝鬼房
斎藤 伝鬼房（さいとう でんきぼう、天文19年（1550年） - 天正15年（1587年））は、戦国時代から安土桃山時代にかけての剣豪、武術家。天流剣術の創始者。俗名、斎藤勝秀。名は忠秀とも。幼名、金平。のちに主馬之助。入道して伝鬼房、または伝輝坊、伝記入道と称した。

## 生涯
天文19年（1550年）、常陸国真壁郡新井手村（現茨城県筑西市明野）において誕生。また、父が北条氏康に仕え小番衆（近習）であったことから、相模国の出身とされることもある。
幼年より刀槍の術を好み、塚原卜伝に弟子入りして新当流を学んだ。一説には、卜伝の養父・塚原安幹（土佐守）の実子で早世した塚原安義（新右衛門）の門人であったが、破門されたともいう。
通説では、天正9年（1581年）11月、鎌倉の鶴岡八幡宮で参籠中に修験者と出会い、ともに術について語り合い、実際に試合して吟味などするうちに一夜が明けた。伝鬼が修験者の刀術、流名を尋ねると、修験者は黙って太陽を指さして立ち去った。このことから、覚えた秘剣に「天流」と名付けたという。
諸国を修行しながら京に上ると、伝鬼の刀術が評判となり、朝廷から参内を命じられて紫宸殿において三礼の太刀を披露、判官の叙任を受けた。こののち入道して井手判官入道伝鬼房と称した。伝鬼房は羽毛で織った衣服を好んで着用し、その姿は天狗のようであったという。真壁に帰ると、下妻城主・多賀谷重経に教授したのをはじめとして、大名諸士の入門者が多かった。
このころ、神道流の達人として知られ霞流を称した桜井霞之助の挑戦を受けて立ち合い、死闘の末に霞之助の惨死で決着した。ところが天正15年（1587年）、恨みに思った霞流の門人たちによって暗殺された。享年38。それによると、伝鬼房が弟子ひとりを連れた道中で霞流の門人数十人の待ち伏せにあった。囲まれたと悟った伝鬼房は、師匠を一人おいて去ることを拒む弟子を無理に逃がし、路傍の不動堂に隠れた。堂の四方から矢を射かけられ、伝鬼房は堂を飛び出して手にした鎌槍で矢を払ったが、防ぎきれず全身に矢が突き刺さった。余力を奮い起こして戦ったものの、衆寡敵せず死亡したという。
のち、この地に伝鬼房の怒気が残って奇怪事が起こったとされ、土地の人々が小社を建てて伝鬼房の霊を祀り、「判官の社」と呼ばれた。場所は真壁町（現桜川市）白井とされるが、社は現存しない。

## 天流の道統
伝鬼房の死後、実子の斎藤法玄が天流を継承した。法玄の後、天流は斎藤牛之助、日夏重能、日夏能忠と継承され、日夏能忠の門人の下河原恭長により「天道流」と改称されて伝統した。このほか、伝鬼房の門人から伊地知重明（無山天流）、小山田貞重（真天流）、川瀬兵蔵（一覚流）、法玄の門人から人見宗次（人見流）、下って加古正真（加古流）などの流派が生まれた。

## 参考書籍
- 『日本剣豪100選』（綿谷雪著、秋田書店）